# Криволучье-Сурская волость
Криволучье-Сурская волость - административно-территориальная единица, входившая в состав Пугачёвского уезда Самарской губернии РСФСР. Волостной  центр -   село Криволучье. Существовала с 1925 по 1928 годы.

## Состав
По состоянию на 1926 год в её состав входили 13 сельских советов с 30 населенными пунктами:
- 1. Больше-Кушумский (с. Большой Кушум, пос. Садовский, пос. Гомельский)
- 2. Дмитриевский (с. Дмитриевка)
- 3. Журавлихинский (с. Журавлиха)
- 4. Криволучье-Сурский (с. Криволучье-Сура, дер. Ивантеевка, пос. Павловский, артель Хлебороб, пос. Ветка, пос. Монастырь)
- 5. Каменно-Сарминский (с. Каменная Сарма, пос. Н.-Георгиевский)
- 6. Кунье-Сарминский (с. Кунья Сарма, пос. Красновский, артель Север)
- 7. Кормёжский (с. Кормёжка)
- 8. Мало-Вербовский (пос. Мало-Вербовский)
- 9. Наумовский (с. Наумовка, артель Привет)
- 10. Ново-Николаевский (с. Ново-Николаевка)
- 11. Ново-Бельковский (с. Ново-Бельковка, пос. Ново-Успенский, артель Хлебопашец)
- 12. Старо-Николаевский (с. Старо-Николаевка, пос. Алексеевский, пос. Ново-Рынковский)
- 13. Чапаевский (дер. Чапаевка, хутор Ляцина, пос. Курорт).

## Население
Проживало 11366 человек, в том числе 5252 мужчины и 6114 женщин. 

## Инфраструктура
Личное подсобное хозяйство с зоной сельскохозяйственного использования, индивидуальная застройка усадебного типа.
Здесь располагалось 11 школ первой ступени в населенных пунктах Большой Кушум, Ново-Успенский, Наумовка, Ново-Николаевка, Старо-Николаевка, Ново-Бельковка, Кунья Сарма, Криволучье-Сура, Кормёжка-Журавлиха, Каменная Сарма, Дмитриевка в количестве 22 групп с числом учащихся 649 детей. В с. Наумовка располагалась участковая больница, в д. Чапаевка - фельдшерский пункт.